# バルサラハガバ・バトボルド
バルサラハガバ・バトボルド（モンゴル語表記：Батболдын Барслхагва、英語表記： Barslkhagva Batbold、1986年2月26日 - ）は、モンゴルの俳優、プロデューサー、実業家。Fantastic Production 所属。愛称はバルサー（英語表記:Barsaa）。

## 経歴
モンゴル国ウランバートル出身。モンゴル国立芸術文化大学の演劇クラスに入学し、テレビと演劇でキャリアをスタート。
所属事務所のFantastic Productionは、2008年に友人7人と立ち上げ、2021年から海外作品への出演を増やしている。俳優業以外ではモンゴルの伝統的なデザインを取り入れたアパレルブランド会社BARSを経営。
2022年10月にモンゴルで『VIVANT』のオーディションを受け出演が決定。スキンヘッド案もあったが福澤克雄監督と相談しロングヘアのままとなった。

## 名前
日本語でのBarslkhagva Batboldの発音が難しいこともあり、各メディアでのカタカナ表記にゆれがある。（例：バルサラハガバ・バタボルド、バルスルハグヴア・バトボルドなど）そのためファンの間では愛称のバルサーで呼ぶことが多い。

## 人物
日本のアニメではドラえもん、ドラゴンボール、ONE PIECE、NARUTO -ナルト-、鬼滅の刃、呪術廻戦、チェンソーマンがお気に入りだと語っている。モンゴルでアメリカ映画の『SAYURI』（05年）を観て以来、役所広司のファンである。好きな日本食はすき焼き。
2023年初来日。一回目はVIVANTの撮影で、二回目の来日時はVIVANT放送開始後だったため行く先々で声をかけられたことに驚いたとインタビューで回答した。2023年9月、VIVANT第9話放送直前のVIVANT緊急生放送150分ＳＰ（VIVANT祭り）出演のため来日。当日本番前に赤坂サカスに登場しファンと交流を行った。
インテックス大阪で開催したツーリズムEXPOジャパン2023のモンゴルブースにて乾杯の音頭を取った。また、当イベントでは一緒に来日したアディエル役のTsaschikher Khatanzorig（ツァスチヘル・ハタンゾリグ）と整理券配布による撮影会が開催された。

## 出演

### 日本のテレビドラマ
- 日曜劇場 VIVANT（2023年7月16日 - 9月17日、TBS）- バルカ警察 チンギス役

### 日本のその他番組
- VIVANT 第9話放送直前　VIVANT緊急生放送150分ＳＰ（VIVANT祭り）[3]（2023年9月10日、TBS）
- THE TIME,（2023年9月11日、9月15日[5]、TBS）- 「7時のうた〜きょうもいい日に〜」[注 1]
- VIVANT 最終回直前ダイジェスト放送・インタビュー[6]（2023年9月17日、TBS）

### 日本のイベント・出展
- ツーリズムEXPOジャパン2023・モンゴルブースに登場[4]（2023年10月26日-29日、インテックス大阪）

### モンゴル国内外の映画・ドラマ
- Family of Monkhor TV serial （2002年）
- One class movie （2003年）
- Childhood of Temuujin drama （2002年）
- Maygle child musical drama 2003年）
- History of Siddaharty children drama（2004年）
- Banker TV show （2009年）
- Always be ready TV show（2008-2012年）
- Single Ladies Movia （2013年）
- Shock of Happiness Movie （2014年）
- Welcome to Life movie（2012年）
- MY BROTHER IS CHIEFTAIN（2014年）
- Code Movie（2014年）
- 247 degree（2015年）
- Wish movie（2015年）
- Romance of Big-headed（2015年）
- Age of 18（2016年）
- Spot movie（2018年）
- Top secret 2（2015年）
- One night УСК（2018 年）
- Baitag Bogd Movie （2018 年）
- Heart Rampage movie （2017年）
- Prallel world （2018年）
- Cool dad movie （2019年）
- 37th Tochka （2019年）
- Буруу өрөг УСК （2019年）
- 1242: Gateway to the West（ハンガリー・イギリス・オーストラリア・モンゴル共同制作（2023年）

## 受賞歴
- 2021年 モンゴル最優秀主演男優賞「シルバー・ツリー」トロフィー受賞（2022.03.23）[7][8]